# Synagogue Ben Ezra

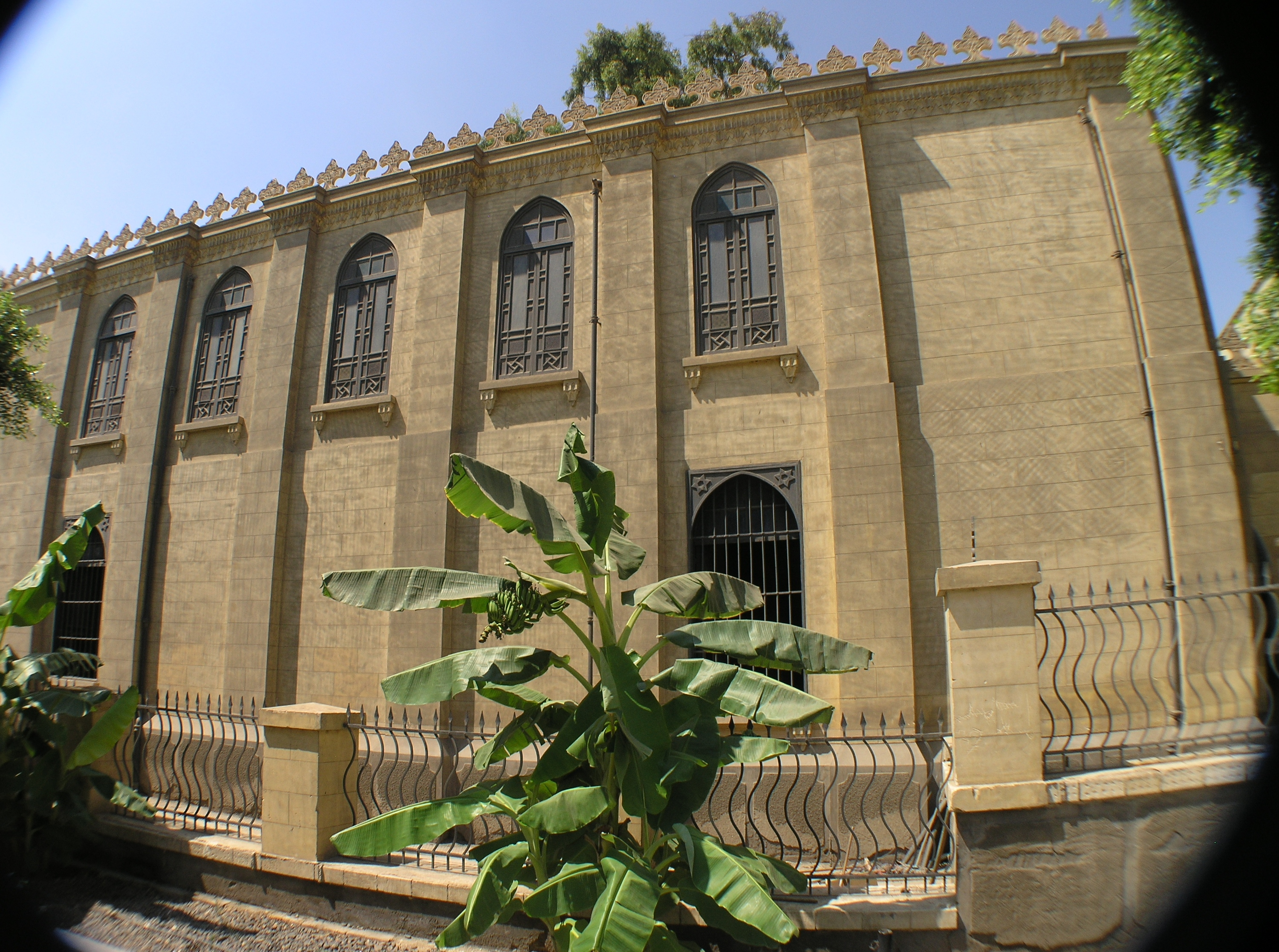
La synagogue ben Ezra

La synagogue ben Ezra du Caire (arabe : معبد بن عزرا) est la plus ancienne d’Égypte, située à Fostat dans le Vieux-Caire, dans le quartier de la forteresse Bâbalyûn (« de Babylone »). Elle est unique par son mélange d'architecture chrétienne, d'arabesques islamiques, et d'ornements juifs. Elle est aussi particulièrement célèbre pour sa Guéniza (dépôt de textes usagés) qui contenait de très nombreux manuscrits d'importance historique considérable.

## Origines légendaires
L’histoire de cette synagogue est mouvementée. La légende dit que c’est à cet endroit que la fille du pharaon aurait recueilli Moïse dans son panier, et qu'il aurait grandi dans ces mêmes lieux.
Sous le règne du roi babylonien Nabuchodonosor, les Juifs revenus dans le pays guidés par Jérémie trouvèrent accidentellement les traces de Moïse, et là, tout près de la ville de Guizeh, ils élevèrent une synagogue au nom de Jérémiah. À l’intérieur de ce temple fut édifiée une place spéciale appelée Guéniza où, bien plus tard, la Torah inachevée attribuée à Ezra Sopher (Ezra le Scribe) fut enterrée. À l’ouest de la synagogue, se trouve l’église d’Abou Serga qui renferme une crypte dont l’histoire dit que, quand le gouverneur de Jérusalem Hérode ordonna l’exécution de tous les enfants de son royaume, la Vierge Marie, Joseph et l’enfant Jésus s’enfuirent et cherchèrent refuge dans cette crypte qui les a abrités pendant trois mois.
Lors de l’invasion de l’Égypte en -30, les Romains détruisirent la synagogue du prophète Jérémie. 

## Histoire
En l’an 641, le général arabe Amr ibn al-As vainquit les Byzantins à Babylone et restitua à leurs propriétaires les biens usurpés par ces derniers. Les Coptes réclamèrent alors le terrain sur lequel avait été édifié l’ancienne synagogue de Jérémie, justifiant leur réclamation par le fait que celui-ci est cité dans le Nouveau Testament comme l’un de leurs prophètes. Étant plus nombreux que les juifs, les Coptes réussirent à convaincre Amr ibn al-As ; le terrain leur fut donc alloué et ils  bâtirent alors une église que l’historien El-Makrizi appelle l’Église de l'Ange Gabriel. Celle-ci, plus connue sous le nom de Église Saint Michel, a été détruite par l'imam fatimide El-Hakim Bi Amr-Ellah.
En l’an 882, un certain Abraham ben Ezra  (plus tard confondu avec rabbi Abraham ibn Ezra) vint de Jérusalem en Égypte sous le règne de Ahmad Ibn Touloun et se rendit sur les lieux où, bien avant lui, Moïse et Jérémie auraient fait leurs dévotions. Il s’adressa ensuite aux notables, leur fit part de ce qu’il savait de la synagogue et revendiqua le droit de possession du terrain. Puis il intervint auprès du patriarche Alexandre le 56e et lui dit que la synagogue devait être restituée aux Juifs. Le patriarche répondit alors que le gouverneur réclamerait le tribut annuel de 20 000 dinars. Enfin, il fut convenu que la synagogue serait restituée aux Juifs tant que le tribut serait versé. Ben Ezra rebâtit la synagogue qui porte encore son nom.
Dans leurs ouvrages, plusieurs historiens citent la synagogue comme située dans ces parages. L’un d’eux, Benjamin de Tudèle, venu d’Espagne en 1169 rapporte dans son livre écrit en 1170 qu’il a visité la synagogue juive dans un endroit appelé Vieux Caire et que là, il a découvert la Torah de Ezra le Scribe. Un autre historien, le juif italien Jacob de Vittelina, venu en Égypte avant Benjamin, fait allusion à cette synagogue. Un troisième, Rabi Youssef relate dans son ouvrage rédigé en 1630 que l’inscription originale de Sambar à la bibliothèque Bodléienne d’Oxford contient plusieurs références concernant la synagogue de Ben Ezra du Vieux Caire. Parmi ces références, il y a un passage relevé dans l’ouvrage de l’historien El-Makrizi qui vivait au XIVe siècle, ouvrage intitulé Khetat :
« Au cours de ma visite à la synagogue du Vieux Caire, j’ai trouvé du côté sud l’endroit où plusieurs siècles auparavant, l’Ancienne Torah d'Ezra le Scribe fut déposée. »
Le docteur Salomon Schechter de l’université de Cambridge, venu en Égypte du temps de Lord Cromer, appuya les précédents rapports au sujet de la synagogue.

## La Gueniza
La Gueniza, entrepôt de textes dont d'anciens livres portant l'un des sept Noms de Dieu que l'on ne peut effacer, de la synagogue Ben Ezra fut visitée pour la première fois par le hakham karaïte Abraham Firkovich.
En 1894, le rabbin conservateur et historien américain Solomon Schechter, effectua une seconde visite de la Gueniza. Il mit au jour 100 000 fragments et exemplaires de dates différentes, dont :
- plusieurs manuscrits incomplets du Siracide en hébreu, que l'on ne connaissait qu'en grec jusqu'alors,
- un fragment de l’Écrit de Damas (ou Document sadocite), que l’on a pu rapprocher plus tard avec les manuscrits de la mer Morte appelé Manuel de discipline (1QS) retrouvé à Qumrân,
- un texte hébreu de l’Ecclésiaste (ou Qohélet) datant de 200 avant notre ère,
- le contrat de mariage d'Avraham Maïmonide,
- des Talmuds et Mishné Torah manuscrits,
- l'Atlas de Moïse appelé la Roche Miraculeuse ou la Tombe de Jérémie,
- une planche en bois gravé relatant les impressions de Amr ibn Al-As lors de sa visite,
- un dessin du traditionnel chandelier à sept branches sur peau de cerf selon l'opinion de Moïse Maïmonide (Rambam). En effet, alors que la menorah est traditionnellement représentée avec des branches recourbées, ainsi que sur l'Arche de Titus, le Rambam estimait que ses branches étaient en réalité droites.

Avec une autorisation spéciale de la congrégation israélite, le professeur Schechter emporta de nombreux fragments en Angleterre, lesquels furent dispersés dans plusieurs dépôts d’Europe et d’Amérique, et notamment à Cambridge (collection Taylor-Schechter), où se trouve la plus importante collection de fragments, mais aussi à New York (Jewish Theological Seminary of America), Manchester (John Rylands Library), Oxford (Bibliothèque Bodléienne)...

## Le bâtiment
Outre la Gueniza, la synagogue de Ben Ezra offre aux visiteurs un plafond en style arabesque daté d’environ 1115, un mikvé (bain rituel) vieux de 900 ans et quelques pavillons construits par la communauté israélite au profit des familles juives dans le besoin. Le bâtiment actuel aurait été en grande partie construit dans les années 1890 et a été restauré en 2023.